# Loïc Meillard
Loïc Meillard (ur. 29 października 1996 w Neuchâtel) – szwajcarski narciarz alpejski, wielokrotny medalista mistrzostw świata seniorów i juniorów.

## Kariera
Po raz pierwszy na arenie międzynarodowej Loïc Meillard pojawił się 17 listopada 2011 roku na stokach Diavolezzy, gdzie w zawodach FIS Race nie ukończył pierwszego przejazdu w slalomie. W 2014 roku wystartował na mistrzostwach świata juniorów w Jasnej, gdzie jego najlepszym wynikiem było ósme miejsce w supergigancie. W tej samej konkurencji zdobył brązowy medal na rozgrywanych rok później mistrzostwach świata juniorów w Hafjell, przegrywając tylko z dwoma Słoweńcami: Mihą Hrobatem i Štefanem Hadalinem. Zwyciężył ponadto w superkombinacji, a w gigancie był drugi za Henrikiem Kristoffersenem z Norwegii. Zdobył ponadto złote medale w kombinacji i gigancie na mistrzostwach świata juniorów w Åre w 2017 roku.
W zawodach Pucharu Świata zadebiutował 10 stycznia 2015 roku w Adelboden, gdzie nie zakwalifikował się do drugiego przejazdu slalomu. Pierwsze punkty w zawodach tego cyklu wywalczył 28 lutego 2016 roku w Hinterstoder, zajmując 28. miejsce w gigancie. Na podium zawodów pucharowych po raz pierwszy stanął 19 grudnia 2018 roku w Saalbach, gdzie rywalizację w gigancie ukończył na drugiej pozycji. Rozdzielił tam na podium Žana Kranjca ze Słowenii i Francuza Mathieu Faivre’a. W sezonie 2020/2021 zajął czwarte miejsce w klasyfikacji generalnej. W sezonie 2019/2020 zwyciężył w klasyfikacji PAR, a w klasyfikacji generalnej był dziesiąty. W klasyfikacji generalnej sezonu 2023/2024 był drugi, podobnie jak w klasyfikacji giganta.
Na mistrzostwach świata w Cortina d’Ampezzo w 2021 roku zdobył dwa medale. Najpierw zajął trzecie miejsce w superkombinacji, plasując się za Austriakiem Marco Schwarzem i Alexisem Pinturault z Francji. Dzień później był też trzeci w gigancie równoległym, w którym lepsi byli tylko Faivre i Filip Zubčić z Chorwacji. Podczas rozgrywanych dwa lata później mistrzostw świata w Courchevel/Méribel zdobył srebrny medal w gigancie. W zawodach tych rozdzielił swego rodaka, Marco Odermatta i Marco Schwarza. 
Kolejne medale zdobył na mistrzostwach świata w Saalbach w 2025 roku. Najpierw wspólnie z Franjo von Allmenem zdobył złoty medal w kombinacji drużynowej. Parę dni później zajął trzecie miejsce w gigancie, plasując się za Austriakiem Raphaelem Haaserem i swym rodakiem, Thomasem Tumlerem. Następnie zdobył złoty medal w slalomie, wyprzedzając Norwega Atle Lie McGratha i Niemca Linusa Straßera. Był to pierwszy złoty medal dla Szwajcarii w tej konkurencji od 75 lat, kiedy Georges Schneider zwyciężył podczas mistrzostw świata w Aspen.
Wystartował na igrzyskach olimpijskich w Pjongczangu w 2018 roku, zajmując dziewiąte miejsce w gigancie i czternaste w slalomie. Na rozgrywanych cztery lata później igrzyskach olimpijskich w Pekinie był między innymi piąty w slalomie.
Jego siostra, Mélanie, także została narciarką alpejską.

## Osiągnięcia

### Igrzyska olimpijskie
| Miejsce | Dzień     | Rok  | Miejscowość | Konkurencja     | Czas biegu | Strata | Zwycięzca       |
| ------- | --------- | ---- | ----------- | --------------- | ---------- | ------ | --------------- |
| 9.      | 18 lutego | 2018 | Pjongczang  | Gigant          | 2:18,04    | +2,41  | Marcel Hirscher |
| 14.     | 22 lutego | 2018 | Pjongczang  | Slalom          | 1:38,99    | +1,33  | André Myhrer    |
| DNF2    | 10 lutego | 2022 | Pekin       | Superkombinacja | 2:31,43    | –      | Johannes Strolz |
| DNF1    | 13 lutego | 2022 | Pekin       | Gigant          | 2:09,35    | –      | Marco Odermatt  |
| 5.      | 16 lutego | 2022 | Pekin       | Slalom          | 1:44,09    | +0,80  | Clément Noël    |

### Mistrzostwa świata
| Miejsce | Dzień     | Rok  | Miejscowość        | Konkurencja          | Czas biegu | Strata | Zwycięzca              |
| ------- | --------- | ---- | ------------------ | -------------------- | ---------- | ------ | ---------------------- |
| 21.     | 17 lutego | 2017 | Sankt Moritz       | Gigant               | 2:13,31    | +2,11  | Marcel Hirscher        |
| 4.      | 15 lutego | 2019 | Åre                | Gigant               | 2:21,16    | +0,92  | Henrik Kristoffersen   |
| 14.     | 17 lutego | 2019 | Åre                | Slalom               | 2:07,80    | +1,94  | Marcel Hirscher        |
| DNF     | 11 lutego | 2021 | Cortina d’Ampezzo  | Supergigant          | 1:19,41    | –      | Vincent Kriechmayr     |
| 3.      | 15 lutego | 2021 | Cortina d’Ampezzo  | Superkombinacja      | 2:05,86    | +1,12  | Marco Schwarz          |
| 3.      | 16 lutego | 2021 | Cortina d’Ampezzo  | Gigant równoległy    | –          | –      | Mathieu Faivre         |
| 5.      | 19 lutego | 2021 | Cortina d’Ampezzo  | Gigant               | 2:05,86    | +1,77  | Mathieu Faivre         |
| DNF1    | 21 lutego | 2021 | Cortina d’Ampezzo  | Slalom               | 1:46,48    | –      | Sebastian Foss Solevåg |
| 6.      | 7 lutego  | 2023 | Courchevel/Méribel | Kombinacja           | 1:53,31    | +1,20  | Alexis Pinturault      |
| 8.      | 9 lutego  | 2023 | Courchevel/Méribel | Supergigant          | 1:07,22    | +0,65  | James Crawford         |
| 2.      | 17 lutego | 2023 | Courchevel/Méribel | Gigant               | 2:34,08    | +0,32  | Marco Odermatt         |
| DNF1    | 19 lutego | 2023 | Courchevel/Méribel | Slalom               | 1:39,50    | –      | Henrik Kristoffersen   |
| 1.      | 12 lutego | 2025 | Saalbach           | Kombinacja drużynowa | 2:42,38    | –      | –                      |
| 3.      | 14 lutego | 2025 | Saalbach           | Gigant               | 2:39,71    | +0,51  | Raphael Haaser         |
| 1.      | 16 lutego | 2025 | Saalbach           | Slalom               | 1:54,02    | –      | –                      |

### Mistrzostwa świata juniorów
| Miejsce | Dzień     | Rok  | Miejscowość | Konkurencja     | Czas biegu | Strata | Zwycięzca                |
| ------- | --------- | ---- | ----------- | --------------- | ---------- | ------ | ------------------------ |
| 14.     | 26 lutego | 2014 | Jasná       | Superkombinacja | 2:21,69    | +1,22  | Matteo De Vettori        |
| 8.      | 26 lutego | 2014 | Jasná       | Supergigant     | 1:30,63    | +0,74  | Marco Schwarz            |
| 32.     | 2 marca   | 2014 | Jasná       | Zjazd           | 1:17,31    | +1,45  | Adrian Smiseth Sejersted |
| 17.     | 4 marca   | 2014 | Jasná       | Gigant          | 2:03,14    | +4,30  | Henrik Kristoffersen     |
| 2.      | 8 marca   | 2015 | Hafjell     | Gigant          | 2:23,37    | +0,96  | Henrik Kristoffersen     |
| 4.      | 9 marca   | 2015 | Hafjell     | Slalom          | 1:37,55    | +1,79  | Henrik Kristoffersen     |
| 1.      | 11 marca  | 2015 | Hafjell     | Kombinacja      | 1:58,25    | –      | –                        |
| 3.      | 11 marca  | 2015 | Hafjell     | Supergigant     | 1:15,87    | +0,53  | Miha Hrobat              |
| DNF     | 13 marca  | 2015 | Hafjell     | Zjazd           | 1:29,62    | –      | Henri Battilani          |
| 15.     | 8 marca   | 2017 | Åre         | Zjazd           | 1:23,34    | +1,26  | Sam Morse                |
| 8.      | 9 marca   | 2017 | Åre         | Supergigant     | 1:17,91    | +0,27  | Nils Alphand             |
| 1.      | 11 marca  | 2017 | Åre         | Superkombinacja | 2:05,14    | –      | –                        |
| 1.      | 13 marca  | 2017 | Åre         | Gigant          | 2:25,23    | –      | –                        |
| DSQ1    | 14 marca  | 2017 | Åre         | Slalom          | 1:37,64    | –      | Adrian Pertl             |

### Puchar Świata

#### Miejsca w klasyfikacji generalnej
- sezon 2014/2015: –
- sezon 2015/2016: 104.
- sezon 2016/2017: 80.
- sezon 2017/2018: 27.
- sezon 2018/2019: 15.
- sezon 2019/2020: 10.
- sezon 2020/2021: 4.
- sezon 2021/2022: 11.
- sezon 2022/2023: 6.
- sezon 2023/2024: 2.
- sezon 2024/2025: 3.

#### Miejsca na podium w zawodach
1. Saalbach-Hinterglemm – 19 grudnia 2018 (gigant) – 2. miejsce
2. Saalbach-Hinterglemm – 20 grudnia 2018 (slalom) – 2. miejsce
3. Bormio – 29 grudnia 2019 (superkombinacja) – 3. miejsce
4. Garmisch-Partenkirchen – 2 lutego 2020 (gigant) – 2 miejsce
5. Chamonix – 9 lutego 2020 (gigant równoległy) – 1. miejsce
6. Adelboden – 9 stycznia 2021 (gigant) – 3. miejsce
7. Kranjska Gora – 13 marca 2021 (gigant) – 2. miejsce
8. Garmisch-Partenkirchen – 26 lutego 2022 (slalom) – 2. miejsce
9. Courchevel – 19 marca 2022 (gigant) – 3. miejsce
10. Val d’Isère – 11 grudnia 2022 (slalom) – 3. miejsce
11. Bormio – 29 grudnia 2022 (supergigant) – 3. miejsce
12. Adelboden – 7 stycznia 2023 (gigant) – 3. miejsce
13. Wengen – 15 stycznia 2023 (slalom) – 2. miejsce
14. Schladming – 25 stycznia 2023 (gigant) – 1. miejsce
15. Garmisch-Partenkirchen – 27 stycznia 2024 (supergigant) – 3. miejsce
16. Chamonix – 4 lutego 2024 (slalom) – 2. miejsce
17. Aspen – 1 marca 2024 (gigant) – 2. miejsce
18. Aspen – 2 marca 2024 (gigant) – 2. miejsce
19. Aspen – 3 marca 2024 (slalom) – 1. miejsce
20. Saalbach-Hinterglemm – 16 marca 2024 (gigant) – 1. miejsce
21. Saalbach-Hinterglemm – 22 marca 2024 (supergigant) – 2. miejsce
22. Levi – 17 listopada 2024 (slalom) – 3. miejsce
23. Val d’Isère – 15 grudnia 2024 (slalom) – 3. miejsce
24. Alta Badia – 23 grudnia 2024 (slalom) – 2. miejsce
25. Madonna di Campiglio – 8 stycznia 2025 (slalom) – 2. miejsce
26. Adelboden – 12 stycznia 2025 (gigant) – 2. miejsce
27. Hafjell – 15 marca 2025 (gigant) – 1. miejsce
28. Hafjell – 16 marca 2025 (slalom) – 1. miejsce
29. Sun Valley – 25 marca 2025 (gigant) – 1. miejsce